# 米德爾塞克斯縣 (麻薩諸塞州)
米德爾塞克斯縣是美国麻薩諸塞州東北部的一個縣，北鄰新罕布什尔州，面積2,195平方公里。根據2020年美國人口普查，共有人口163萬2,002人，為全州人口最多的縣。縣治有二：劍橋和羅威爾（Lowell），惟自1997年起已無縣政府。該縣成立於1643年5月10日，是該州原始的縣之一，縣名來自英国的米德爾塞克斯。